# El llibre d'Eli
El llibre d'Eli (títol original en anglès The Book of Eli) és una pel·lícula estatunidenca dirigida per Albert i Allen Hughes estrenada el 2010.

## Argument
En un món post-apocalíptic, Eli (Denzel Washington), un home solitari, vetlla sobre un llibre tancant els coneixements que poden redimir la societat dels homes.
Eli camina des de fa 30 anys, des del "gran flaix", l'explosió de bombes. Ha tingut una veu (Déu) que li va dictar una cerca: fer arribar a un poble de l'oest, l'últim exemplar de la Bíblia.
En el seu camí es creua amb un home, Carnegie, que busca posar la mà sobre una bíblia, per tal d'imposar-ho a tots els homes que s'han tornat no-civilitzats. Carnegie estendrà així el seu poder, i reemplaçarà els passos de la bíblia per treure’n profit.
El paral·lel amb la Bíblia és prou notable: es troba a la cara d'Eli el profeta Elies de l'Antic Testament. Diversos indicis són interessants a destacar:
- Per començar, el desert sense aigua fa pensar en els tres anys de sequera que Déu imposa per castigar el seu poble al Llibre dels Reis.
- La violència del personatge central recorda també l'homicidi dels 300 sacerdots de Baal.

## Repartiment
- Denzel Washington: Eli
- Gary Oldman: Carnegie
- Mila Kunis: Solara
- Ray Stevenson: Redridge
- Michael Gambon: George
- Malcolm McDowell: Lombardi
- Jennifer Beals: Claudia
- Tom Waits: Engineer
- Frances de la Tour: Martha
- Evan Jones: Martz
- Joe Pingue: Hoyt

## Al voltant de la pel·lícula
- La pel·lícula fa pensar molt en l'univers postapoalíptic dels videojocs Fallout, moltes semblances (un home sol que camina al voltant d'un desert sembrat de carcasses de cotxes, l'ambient interior de la vella parella, sobretot amb el vinil...).
- Un error s'ha colat a la pel·lícula: el cotxe que utilitza Solara per escapar-se té un vidre blindat, amb una reixa. Tanmateix, en el moment que troba Eli, el vidre ha desaparegut, després reapareix just després.